# ロッジP2
ロッジP2（Loggia P2、正式名称：Propaganda Due (プロパガンダ・ドゥエ) ）は、イタリアに拠点を置くフリーメイソンのグランド・ロッジ「イタリア大東社 （Grande Oriente d'Italia）」傘下で活動していたロッジである。メンバーの違法行為を問われ1976年にフリーメイソンのロッジとしての承認を取り消された後も、1981年10月に解散されるまで元メンバーにより秘密結社的な存在として運営されていた。その後フリーメイソンより正式に除名された。
イタリア政府から正式に「犯罪組織」と指名されている他、イタリア社会運動（MSI）の幹部のリーチオ・ジェッリやヴィットーリオ・エマヌエーレ・ディ・サヴォイア元イタリア王国王太子、イタリアの政治家や実業家、軍関係者のみならず、チリやアルゼンチンの軍事独裁政権幹部がメンバーに多くいるなど、1960年代以降の実態はフリーメイソンの名を借りた極右国際犯罪組織である。

## 概要

### 活動開始

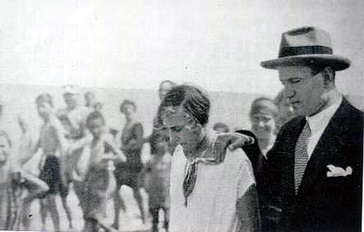
ベニート・ムッソリーニ（1925年）

イタリア統一（リソルジメント）後の1877年に、「Propaganda Massonica」の名でトリノを拠点にフリーメイソンのロッジとしての活動を始めた。しかしその後、ベニート・ムッソリーニ率いるファシスト党政権下の1925年に「秘密結社禁止法」が施行され、イタリアにおける全てのフリーメイソンが活動を禁止されたために活動を停止し、その後は秘密裏に活動を行った。
その後第二次世界大戦において北イタリアがドイツ軍の占領下から解放され、イタリア社会共和国（サロ政権）が崩壊しフリーメイソンの活動が解禁された1945年に、「Propaganda Due」の名でフリーメイソンのグランド・ロッジ「イタリア大東社」傘下のロッジとして活動を再開した。
しかしその後1960年代に至るまで、その活動は政治的な色彩を帯びたものではない上に、地域もトリノに限られて活発なものではなく、数回の会合を開いていた程度にすぎなかった。

### ジェッリの「乗っ取り」と反共化

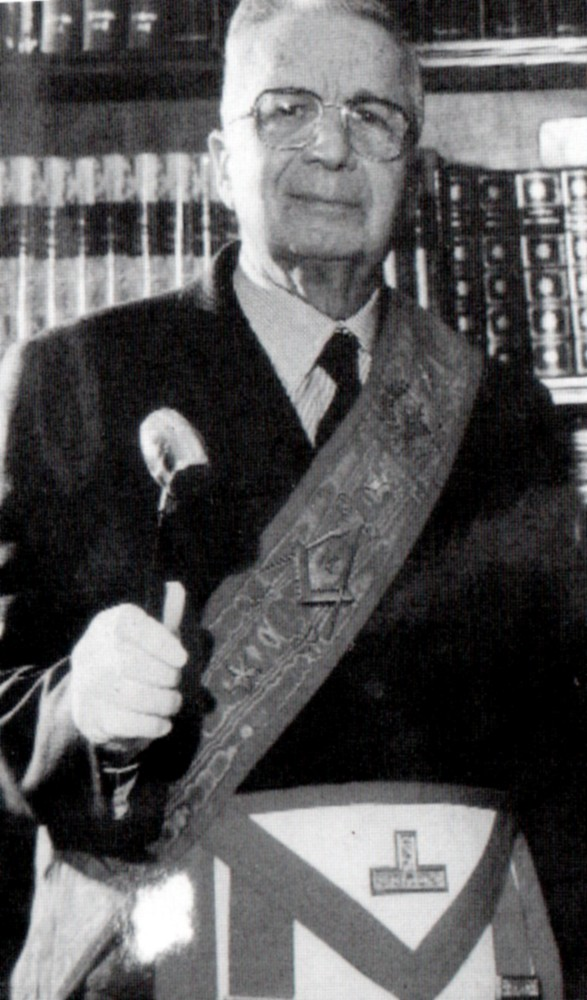
リーチオ・ジェッリ

しかし1966年に、元ファシスト党員で、反共極右政党であるイタリア社会運動（MSI）の幹部で、第二次世界大戦におけるドイツの戦犯容疑者のブラジルやアルゼンチンなどの南アメリカ諸国への海外逃亡を幇助した「オデッサ」と手を組み助けた人物としても知られたリーチオ・ジェッリが入会してからは、ジェッリ自らが活動を活発化させ主導権を握り、1971年には代表（グランド・マスター＝親方）に就任した。
またこの前後に、東西冷戦下のイタリアにおいてソビエト連邦と一定の距離を置く「ユーロコミュニズム」路線を敷いた、エンリコ・ベルリンゲル書記長率いるイタリア共産党が中道層の間にも支持を増し国政における議席を増やしたほか、首都のローマや、ボローニャやフィレンツェなどの大都市の首長に共産党員が選出されるなど、西側諸国の1国であるイタリアで、共産主義者の活動が活発化した。
またボリビアやニカラグアなどの南アメリカ諸国においても、キューバのチェ・ゲバラなどの共産主義者が率いるゲリラ活動家らが反軍事独裁運動に浸透を図る中で、当時のロッジP2はジェッリ代表の主導の元、これらの左傾化に危機感を持つイタリアの右派政治家やイタリア軍人を中心に、アルゼンチンのファン・ペロン政権や、当時軍政下にあったブラジルやウルグアイ、チリなどの南アメリカ諸国の反共的な軍事政権の政治家や軍人もメンバーに持ち、さながら冷戦下における反共主義者の集まりとして活動していた。

### 違法活動

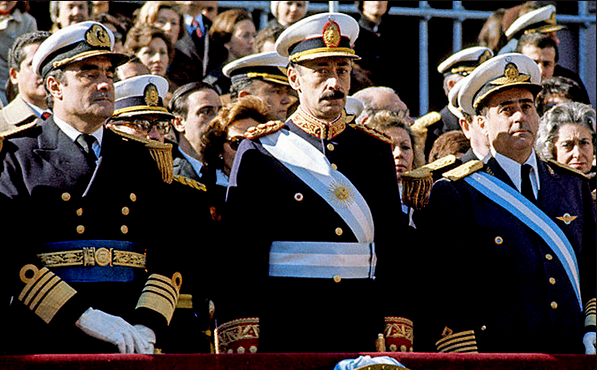
ホルヘ・ラファエル・ビデラ大統領

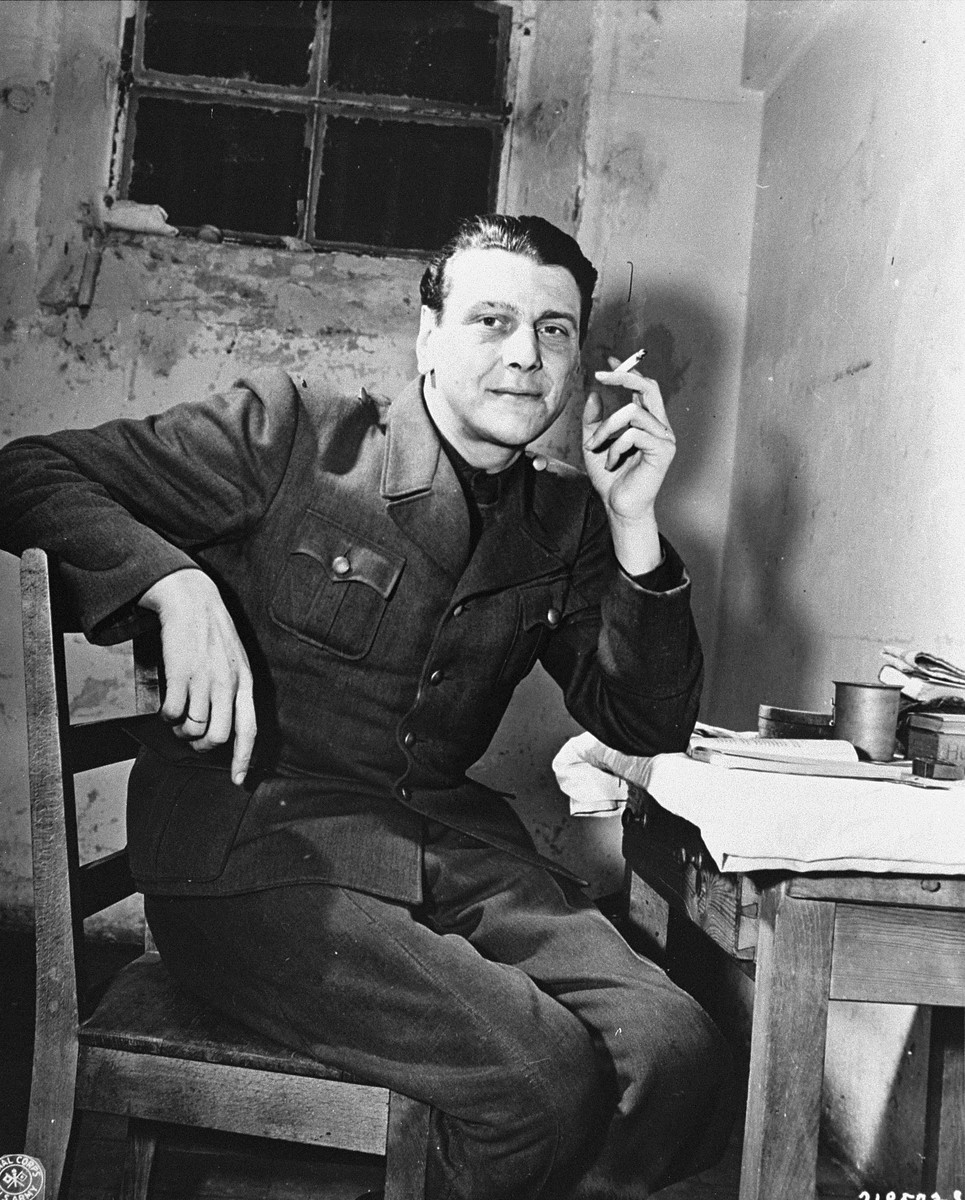
オットー・スコルツェニー

ジェッリ代表などを中心とした一部のメンバーが反共主義活動の一環として、左翼運動家や反政府ゲリラのみならず、政府批判を行った国民を弾圧していたアルゼンチンやウルグアイなどの南アメリカの軍事独裁政権や、民主的な選挙で選択された政権に対する軍事クーデターを起こそうと画策しているボリビアやチリの軍部に向けて、戦闘機やミサイル、装甲車などの武器買い付けを行った。
なお、これらの南米諸国には古くからイタリア系移民が多く、軍首脳部にイタリア系移民の子孫も多かった。さらに、古くからドイツ系移民の子孫も多かった上に、クラウス・バルビーやオットー・スコルツェニーをはじめとした、第二次世界大戦後に南米諸国に亡命したナチス政権下のドイツ軍将校を政府や組織のアドバイザーとしていることも多かった。

さらにジェッリ代表ら主要メンバーは、1970年代にアルゼンチンで反政府的な左翼運動家や反政府ゲリラに対して「汚い戦争」を進めていた、軍人出身のホルヘ・ラファエル・ビデラ大統領を資金面で積極的に支援していた。しかしこれらの資金の多くが違法に調達されたものであった。また、1982年にアルゼンチンとイギリスとの間に起きたフォークランド紛争で、アルゼンチン空海軍機に搭載され、多くのイギリス海軍艦船を沈め有名になったフランス製の「エグゾセ・ミサイル」も、ジェッリ代表やメンバーにより調達されたものであることが明らかになっている。

### 元ナチスやCIAとの関係
なお、ジェッリ代表やアルゼンチンのメンバーは、第二次世界大戦後に戦犯容疑者となったものの、ジェッリやバチカンの協力を得てボリビアに逃亡した後に同国の軍事政権のアドバイザーを務めていた元ナチス親衛隊中尉のクラウス・バルビーや、同じく元ドイツ軍士官でムッソリーニ救出作戦の指揮官として知られ、ドイツの敗戦後はスペインや南アメリカに亡命し暮らしていたオットー・スコルツェニーとも、これらの武器の輸出を通して関係を続けていた。
さらに、ジェッリ代表を含む複数のメンバーは、バルビーやスコルツェニーのみならず、冷戦下においてこれらの南アメリカの軍事独裁政権を同じく支援していたアメリカ合衆国の中央情報局（CIA）との関係、さらには「グラディオ作戦」との関係も明らかになっている。

### 認証取り消し
この様な違法かつ倫理観に欠ける活動が明らかになったことが、当時共産党などの左翼政党が大きな勢力を維持していたイタリア国内で大きな疑惑と批判を浴び、1974年には「イタリア大東社」傘下のロッジとしての承認取り消しが提起され、1976年に「イタリア大東社」傘下のロッジとしての認証が取り消され、フリーメイソンから正式に破門されることとなった。
しかし、その後もジェッリは「イタリア大東社」内の他のロッジで活動を続けた上に、他のメンバーも、イタリアの政治家や軍人、極右活動家を中心に他のロッジのメンバーとなりつつ秘密裏に「ロッジP2」として秘密裏に活動を続け、言葉通りの「秘密結社」的存在として活動した。

### コリエーレ・デラ・セラ紙への経営介入
その後1977年には、当時の与党であるキリスト教民主党との対立により、イタリアの主要銀行からの融資を止められ資金難に陥っていた日刊紙「コリエーレ・デラ・セラ」の親会社であるリッツオーリ社に、左派で知られたピエーロ・オットーネ編集長を解雇することを条件にジェッリが融資を持ちかけた。なお、リッツオーリ社のアンジェロ・リッツオーリ社長は「ロッジP2」のメンバーである。
その後ジェッリは、自らと関係の深かった宗教事業協会(バチカン銀行)総裁で、大司教でもあるポール・マルチンクスが違法に調達した資金をリッツオーリに提供し、その後オットーネ編集長は解雇された。以降同紙は現在に至るまで保守主義的な論調を取ることとなった。

### ボローニャ駅爆破事件

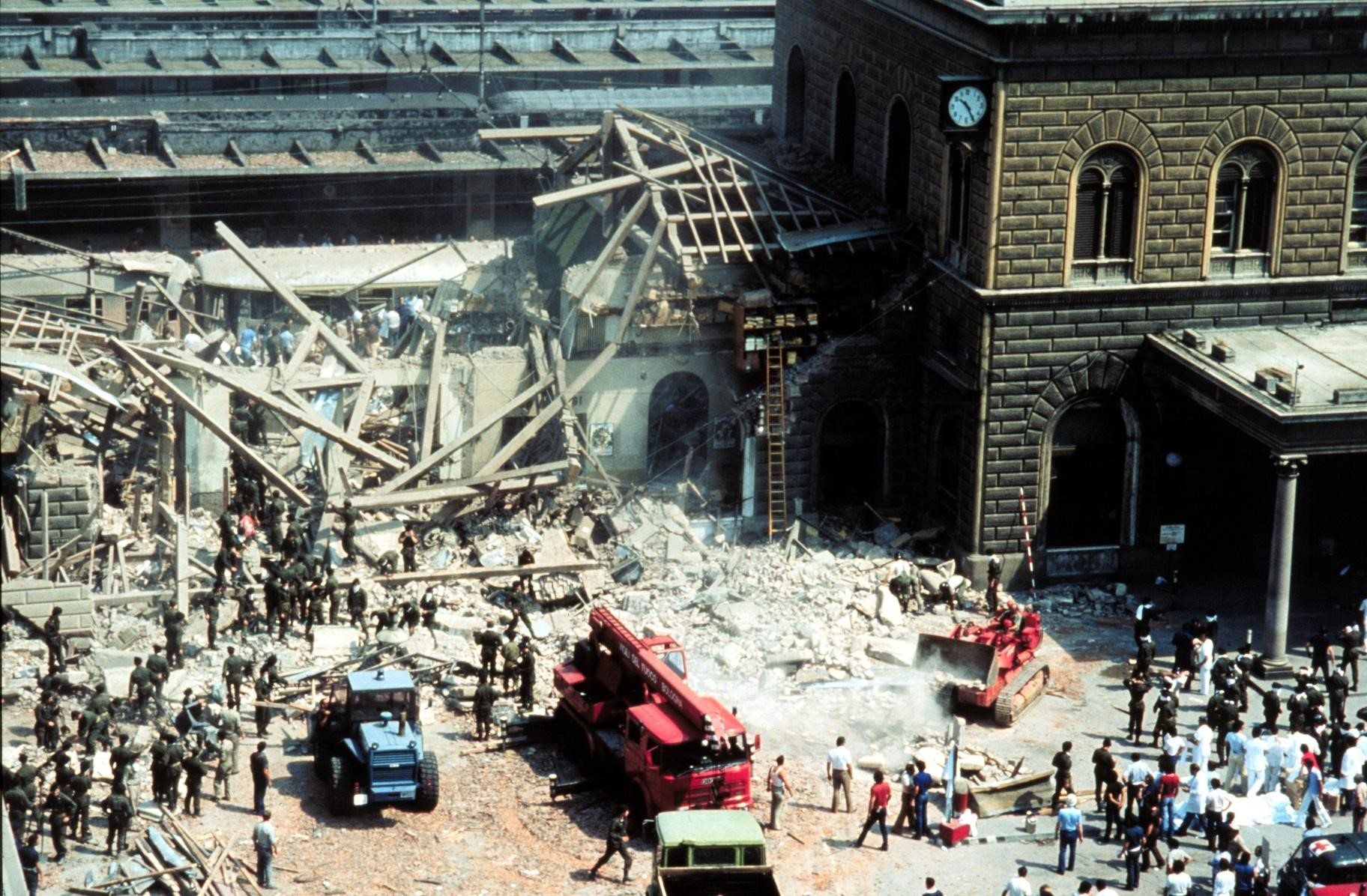
爆破されたボローニャ中央駅

1980年8月2日の朝に、ボローニャにあるボローニャ中央駅で爆弾テロ事件が発生し、駅舎と駅構内に停車していた客車が破壊され、これにより外国人を含む85人が死亡、200人以上が負傷した。当初この事件は鉄道事故と思われていたものの、事件後の捜査で捜査員が爆心地近くで金属片とプラスチック片を発見したことにより、テロ事件と断定され捜査が開始された。
事件後にはローマ、ジェノバ、ミラノのマスコミに、極左テロ組織の「赤い旅団」と、ネオファシズム組織の「武装革命中核」（Nuclei Armati Rivoluzionari/NAR）が犯行を名乗り出たが、 その後武装革命中核は「事件とは無関係で、犯行声明はでっち上げである」という声明を3日夜発表した。
しかしその後捜査当局は武装革命中核がテロの実行犯と断定し、さらに「ロッジP2」のメンバーで、イタリア軍安全情報局（SISMI）のナンバー2のピエルト・ムスメキ将軍が、ジェッリ代表の事件への関与の嫌疑をそらし、さらに極右組織「Terza Posizione」のリーダー達に嫌疑をかけるための偽装工作を行ったとして逮捕された。その後行われた裁判で、ジェッリとムスメキ将軍は捜査妨害などの罪で有罪判決を受けた。
なお、事件の動機は詳しくは判明していないが、爆破テロを行い多くの市民を殺害しその罪を共産主義者になすりつけることで、これまでの暴力的革命路線を放棄したことで無党派や中道層を取り込むなど、当時イタリア国内で勢力を拡大していたイタリア共産党をはじめとする左翼勢力による脅威と、イタリア共産党との協力路線である「歴史的妥協」をすすめ、その結果左翼勢力の勢力拡大を招いたキリスト教民主主義のフランチェスコ・コッシガ政権の極左対策への無策をアピールし、世論を極右政党に対し有利な方向に誘導することが目的であったのではないかと言われている。

### 「P2事件」

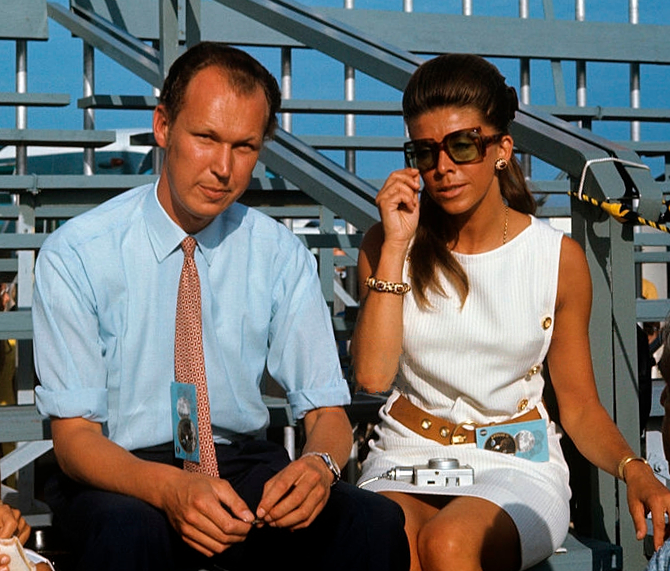
ヴィットーリオ・エマヌエーレ・ディ・サヴォイアと後妻

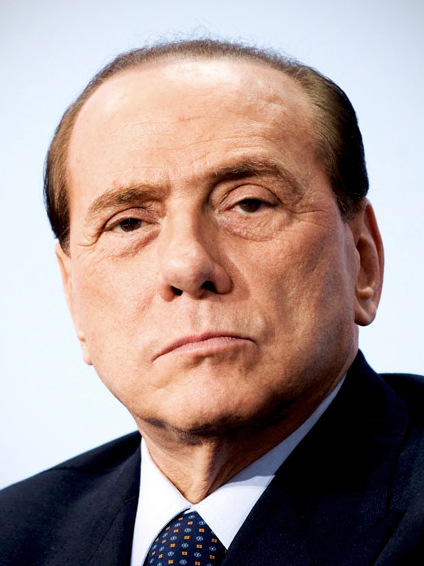
シルヴィオ・ベルルスコーニ

1981年3月に、ボローニャ中央駅爆弾テロ事件をはじめとする極右テロや複数の経済犯罪、さらに政府転覆謀議などへの関与の容疑でイタリア当局から逮捕状が出されていたジェッリ代表のナポリの別宅をイタリア警察が捜索した際に、既にフリーメイソンのロッジとしての認証を取り消されていた「ロッジP2」に、下記の10人を含む932人のメンバーがいることがジェッリ代表が隠し持っていたリストから確認され、イタリア政府より発表された。
その中には、第二次世界大戦後の王制廃止により、スイスやポルトガルでの亡命生活を余儀なくされていたヴィットーリオ・エマヌエーレ・ディ・サヴォイア元イタリア王国王太子の他にも、30人のイタリアの現役将軍、38人の現役国会議員、4人の現役閣僚、情報機関首脳、後のイタリアの首相となるシルヴィオ・ベルルスコーニなどの実業家、大学教授などが含まれており、「P2事件」と呼ばれイタリア政財界のみならず、ヨーロッパ中を揺るがす大スキャンダルとなり、ときのアルナルド・フォルラーニ首相は辞任に追い込まれた。

### 破門
このような事実が明らかになった結果、これらのメンバーとの関係を疑われることになってしまったフリーメイソン内の委員会は、すでにロッジとしての認証を正式に取り消していたにもかかわらず「フリーメイソン」と名乗り活動していた「ロッジP2」の存在に怒り、スイスに逃亡していたジェッリ代表を含む「ロッジP2」メンバーの中で、「ロッジP2」の認証取り消し後に他のフリーメイソンのロッジのメンバーとして活動していた者全員を含めたうえで、｢フリーメイソンの名をかたった上で、フリーメイソンにふさわしくない活動を行った｣として、1981年10月31日に正式に破門したと発表した。
また同年12月24日には、アレッサンドロ・ペルティーニ大統領が「ロッジP2」を「犯罪組織」と正式に指名し、その後議会に調査委員会が発足し調査が開始された。

### カルヴィ暗殺事件

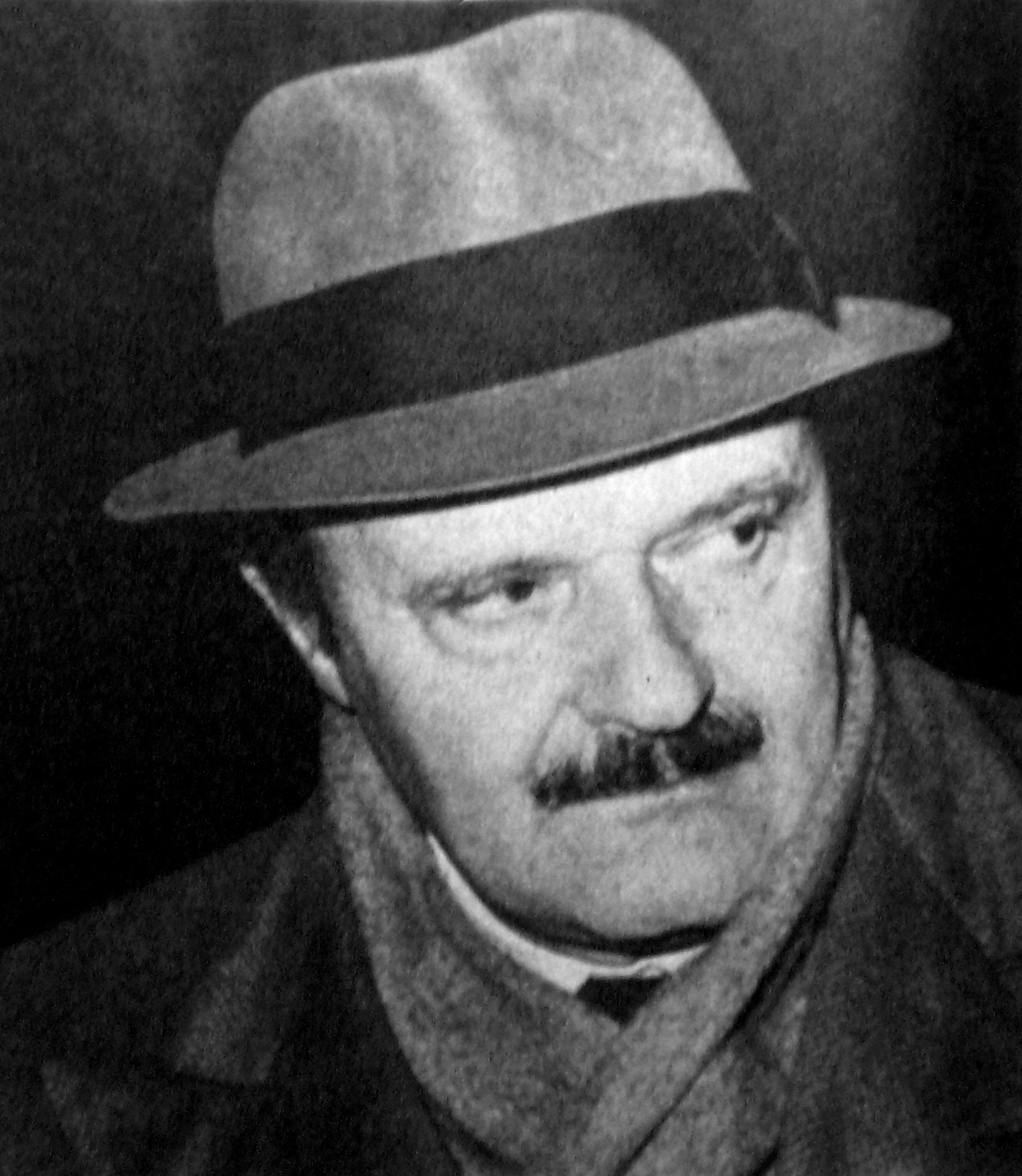
ロベルト・カルヴィ

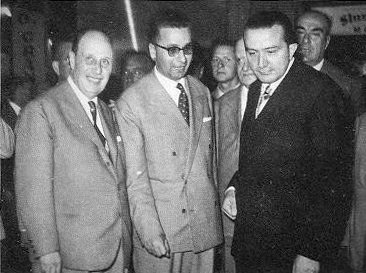
アンドレオッティとジェッリ

1982年に入ると、バチカン銀行の主力取引行で、「ロッジP2」メンバーであるロベルト・カルヴィが頭取を務めていたアンブロシアーノ銀行が、10億ドルから15億ドルともいわれる使途不明金を出して破綻し、カルヴィに逮捕状が出されたものの偽造パスポートで逃亡した。
その直後にカルヴィの秘書のグラツィエッラ・コロケールは、カルヴィを非難するメモを残して飛び降り自殺し、さらに6月17日にはカルヴィが逃亡先のイギリスのロンドンで暗殺され、ブラックフライアーズ橋に首を吊った姿で発見された。なお死体が発見された時点では「自殺」とされたが、その後の調査で暗殺であると認定された。
後にジェッリは逃亡先のジュネーヴで逮捕され、1980年8月2日に行われ多数の死傷者を出したボローニャ駅爆破テロ事件やアンブロシアーノ銀行破綻、カルヴィ暗殺に関与した暗殺犯の1人としてスイスとイタリアで起訴され、4年の懲役刑の有罪判決を受け服役したものの、数回に渡り脱獄と再逮捕を繰り返した。なお、カルヴィ暗殺への関与については「証拠不十分」として無罪となった。
またジェッリの脱獄と逃亡には、これまでに何度も首相を含む主要閣僚を務めていたジュリオ・アンドレオッティをはじめとするイタリアの政界関係者のバックアップがあったと言われている。
なお、アンブロシアーノ銀行破綻とそれに続くカルヴィ暗殺事件には、ジェッリ代表やバチカンのポール・マルチンクス大司教兼宗教事業協会(バチカン銀行)総裁をはじめとするバチカン関係者やイタリア政財界のみならず、マフィア関係者やユダヤ系金融家で大富豪のジェームズ・ゴールドスミス、果ては事件当時のローマ教皇であったヨハネ・パウロ2世とともに、出身国であるポーランドの反体制（=反共産主義政府）組織である「連帯」を資金援助していたCIAに至るまで、様々な組織の関与が噂された。
実際にマルチンクス総裁は、1983年に「アンブロシアーノ銀行の破綻の責任者」としてイタリア検察から逮捕状が出た。にもかかわらず、冷戦終結直前の1989年までその地位にとどまっていた。

### 現在
このように、「ロッジP2」とのそのメンバーの行動はイタリア内外から多くの批判を浴び、複数のメンバーは罪に問われ、またそのいくつかは暗殺されたものの、逃げおおせた者も多く、その後もベルルスコーニがイタリア首相の座に就くなど、元メンバーの多くがイタリア内外で活躍し続けている。
なおジェッリは2003年に「P2再生プラン」を発表し話題を呼んだものの、実際に再興はされていない。また2007年に「カルヴィ暗殺事件」で無罪判決を受けた後には、自らの自叙伝的映画のための権利を譲渡する契約をアメリカの映画プロデューサーとの間に結んだものの、これらの計画が実現しないまま2015年12月にこの世を去った。

## 主なメンバー

### イタリア

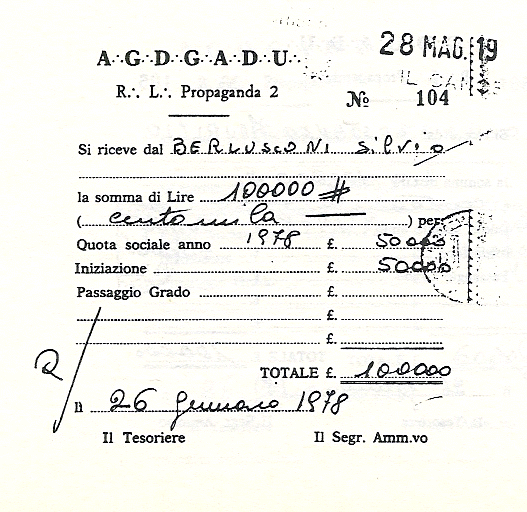
ベルルスコーニが加入した際の会費の領収証

- リーチオ・ジェッリ：最後の代表で実業家、投資家。1919年ピストイア生まれ。

- ヴィットーリオ・エマヌエーレ・ディ・サヴォイア：元イタリア王国王太子。サヴォイア家当主。

- ミケーレ・シンドーナ：弁護士。バチカン銀行の財政顧問を務めていると同時に、マフィアのマネーロンダリングを行っていたことでも知られる。1986年に刑務所内で死亡したが、暗殺された疑いがある。

- ロベルト・カルヴィ：1920年生まれ。アンブロシアーノ銀行の頭取で、シンドーナとの関係が深かった[1]。同行が破綻した1982年に、逃亡先のイギリスのロンドンで暗殺された。後にジェッリが暗殺犯の1人として起訴されたが「証拠不十分」として無罪となった。

- シルヴィオ・ベルルスコーニ：元イタリア首相、自由の人民代表。1978年の入会当時は実業家。

- アントニオ・マルティーノ：ベルルスコーニ政権下で2001年から2006年まで国防大臣を務めた。

- ピエルト・ムスメキ：イタリア軍安全情報局（SISMI）のナンバー2であったが、ボローニャ駅爆破テロ事件の容疑者としてジェッリとともに逮捕された。

- アンジェロ・リッツオーリ：イタリアの大手新聞社「コリエーレ・デラ・セラ」のオーナーで映画製作者。

- ミーノ・ペコレッリ：ジャーナリスト。極左テロ組織の「赤い旅団」によるアルド・モーロ元首相殺害事件へのジュリオ・アンドレオッティ首相による関与を暴く記事を執筆した後の1979年3月に暗殺された。後にアンドレオッティが起訴され有罪となったがその後逆転無罪となった。

### イタリア以外
- ラウル・アルベルト・ラスティーリ：内務大臣（1971年から1973年）。
- ホセ・ロペス・レガ：アルゼンチンの社会福祉担当大臣。
- カルロス・アルベルト・コルティ：アルゼンチン海軍総督。
- エミリオ・マセッラ：ホルヘ・ラファエル・ビデラ政権下の軍事評議会メンバー(1976年から1978年）。

## 小説
- 『P2』ルイス・ミゲル・ローシャ著、木村裕美訳、新潮社　2010年

原著　『O ULTIMO　PAPA(LA MUERTE DEL PAPA』2006年。オリジナルはポルトガル語、訳はスペイン語版から。

## 索引
1. 1 2 3 4 5 6  「法王暗殺」デイビッド・ヤロップ著 文藝春秋 1985年
2. 1 2  「イタリア・マフィア」シルヴィオ・ピエロサンティ著 ちくま新書 2007年
3. ↑  ボローニャ惨事は爆弾テロ 犠牲者に早大生 死者84、負傷188人 読売新聞 1980年8月4日夕刊1ページ